# برایتنهاگن
برایتنهاگن (به آلمانی: Breitenhagen) یک منطقهٔ مسکونی در آلمان است که در باربی واقع شده‌است. برایتنهاگن ۵۰۹ نفر جمعیت دارد.